# 2n Cos Panzer SS
El II Cos Panzer SS va ser un cos blindat alemany Waffen-SS que va actuar tant al front oriental com al front occidental durant la Segona Guerra Mundial. Va ser comandat per Paul Hausser durant la Tercera Batalla de Kharkov i la batalla de Kursk el 1943 i per Wilhelm Bittrich al front occidental el 1944.

## Segona Guerra Mundial

### 1942–1943
El II Cos Panzer SS es va formar a partir de la Divisió SS Leibstandarte, la Divisió SS Das Reich i la Divisió SS Totenkopf el juliol de 1942 com a Cos Panzer SS. A l'agost, va ser enviat al nord de França abans de participar en el cas Anton, l'ocupació de la França de Vichy al novembre, durant la qual va capturar Toulon. A principis de febrer de 1943, el cos, sota el comandament del Gruppenführer SS Paul Hausser, va ser unit al Grup d'Exèrcits Sud a Ucraïna i va participar en la Tercera Batalla de Kharkov.
El cos va ser rebatejat com a II SS Panzer Korps el juny de 1943, després que el I Cos Panzer SS fos creat durant aquest mateix mes. El juliol de 1943, el cos va participar en la fallida operació Ciutadella, encapçalant l'atac del 4t Exèrcit Panzer al sector sud. Les tres divisions SS del cos van estar implicades en la batalla de Prokhorovka a la vora de la penetració alemanya al sortint. Després que l'operació fos cancel·lada a causa del seu fracàs, el cos va ser enviat al front italià a l'agost. Només una divisió, la Leibstandarte SS Adolf Hitler va acabar sent traslladat, juntament amb el personal del cos. Les divisions de combat restants van romandre al front oriental per fer front a les amenaces en desenvolupament de l'operació ofensiva soviètica Belgorod-Khar'kov. La Leibstandarte va participar en operacions per desarmar les tropes italianes.
Entre el 20 de setembre i el 20 de novembre de 1943 el cos va dur a terme operacions contra els partisans iugoslaus per tal d'establir una connexió amb el Grup d'exèrcits F als Balcans i assegurar les comunicacions cap a l'est i cap al nord des de Trieste i Rijeka. En aquestes operacions, segons el Departament Mèdic de la Prefectura del Cos, el cos va patir pèrdues totals de 936 homes. Segons autors croats, en la primera fase contra els partisans a la península d'Ístria (Unternehmen Istrien), uns 2000 partisans i 2000 civils van ser assassinats per les forces alemanyes, i 1200 més van ser arrestats, amb uns 400 transportats a camps de concentració. El novembre de 1943, Leibstandarte va tornar a la Unió Soviètica, amb el cos romanent a Eslovènia, Istria i el nord d'Itàlia.

### 1944–1945
El gener de 1944, el cos va rebre l'ordre d'anar a la zona d'Alençon de França per reequipar-se.
A finals de març-principis d'abril de 1944, el cos, juntament amb altres reforços,:228 va ser enviat des de França al front oriental, on va jugar el paper principal en el desbloqueig del 1r Exèrcit Panzer encerclat a la bossa de Kamenets-Podolski, també conegut com Bossa de Hube. Va ser el primer gran traspàs de forces de França a Orient des de la creació de la Directiva del Führer 51, que ja no permetia cap trasllat d'Occident a Orient.
Després de rescatar la major part del 1r Exèrcit Panzer, el cos va participar en l'intent de desbloquejar la guarnició alemanya atrapada del 4t Exèrcit Panzer a la ciutat de Tarnopol, que va ser declarada fortalesa (Festung) pels alemanys. Tanmateix, l'Exèrcit Roig hi havia preparat defenses i l'operació de socors finalment va fracassar. Després d'això, el cos va ser traslladat a la reserva del recentment creat Grup d'exèrcits d'Ucraïna del Nord.
A mitjans de juny de 1944, el cos va rebre l'ordre d'anar a l'oest per participar en la batalla de Normandia, arribant al front d'invasió a finals de juny de 1944.:235
El cos va estar involucrat en un fort combat contra el 21è Grup d'Exèrcits britànic en la batalla de Caen. Durant aquest període, el SS-Obergruppenführer Wilhelm Bittrich va ser posat al comandament del cos. L'agost de 1944, el cos va participar en les batalles dins i al voltant de la bossa de Falaise. Aleshores, el cos es va retirar per França. El 17 de setembre de 1944, els Aliats van llançar l'operació Horta, una ofensiva aerotransportada destinada a capturar el pont del Rin a Arnhem. El cos va participar en la lluita contra la 1a divisió aerotransportada britànica en la batalla d'Arnhem i també contra la 82a Divisió Aerotransportada dels Estats Units i XXX Cos britànic a Nijmegen. El Cos va patir grans pèrdues en la contraofensiva posterior a principis d'octubre contra el sortint aliat a l'illa.
En preparació per a l'ofensiva de les Ardenes, el cos va ser col·locat en reserva del 6è Exèrcit Panzer SS i es va comprometre el 21 de desembre de 1944 prop de St. Vith. Després que l'assalt del nord s'estanqués, el cos va ser traslladat al sud per participar en l'atac a Bastogne. Les divisions del cos van patir grans pèrdues en les batalles contra la 82a i la 101a divisions aerotransportades. Després del fracàs de l'operació, el cos va tornar a la defensiva, veient l'acció contra les forces nord-americanes a la regió d'Eifel.
El febrer de 1945, el cos va rebre l'ordre de dirigir-se cap a Hongria de participar en una ofensiva per reconquistar Budapest i els camps petroliers hongaresos. El cos va participar en l'operació Despertar de la Primavera, llançada prop del llac Balaton el 6 de març de 1945. Després del fracàs de l'ofensiva, el cos es va retirar, al costat dels cossos panzer I SS i IV SS, cap a Viena. Després que les forces soviètiques capturessin la ciutat, unitats individuals van intentar escapar cap a l'oest. Els elements del cos es van rendir a l'exèrcit nord-americà el 8 de maig de 1945.

## Comandants
- SS-Obergruppenführer Paul Hausser (1 de juny de 1942 - 28 de juny de 1944)
- SS-Obergruppenführer Wilhelm Bittrich (10 de juliol de 1944 - 9 de maig de 1945)

## Orde de batalla
Juliol de 1943 – Operació Citadel
- Divisió SS Leibstandarte
- Divisió SS Das Reich
- Divisió SS Totenkopf
- Elements de la 167 Infanterie-Division

Setembre de 1943
- Divisió SS Leibstandarte
- 24ta Divisió Panzer
- 44a Divisió d'Infanteria Hoch und Deutschmeister
- 71a Divisió d'Infanteria
- 162a Divisió de Turkistan

Octubre de 1943
- 44a Divisió d'Infanteria Hoch und Deutschmeister
- 71a Divisió d'Infanteria
- 162a Divisió de Turkistan

Setembre de 1944 – Operació Horta
- 9.SS-Panzer-Division Hohenstaufen
- 10.SS-Panzer-Division Frundsberg

Març de 1945 – Operació Frühlingserwachen
- Schwere SS-Panzer-Abteilung 502
- 9.SS-Panzer-Division Hohenstaufen
- 2.SS-Panzer-Division Das Reich
- (44.) Reichsgrenadier-Division Hoch- und Deutschmeister
- 23.Panzer-Division